# Kennisproductiviteit
Kennisproductiviteit is de manier waarop en de mate waarin incrementele verbeteringen en radicale veranderingen tot stand komen. 
Vele auteurs hebben de relatie tussen kennis en productiviteit benadrukt. Voorbeelden hiervan zijn Fritz Machlup en Peter Drucker. Met name de laatste heeft in zijn vele publicaties sinds de jaren 60 consequent het belang van de productiviteit van de kenniswerker benadrukt.
De term "kennisproductiviteit" is afkomstig van Joseph Kessels, Hoogleraar HRD, Universiteit Twente. Om zich af te zetten tegen de kennismanagement-hype midden jaren 90, introduceerde hij dit begrip om te benadrukken dat kennis niet valt te managen ("kennismanagement zal een anachronisme blijken te zijn"). Het enige wat het management kan doen is het creëren van een stimulerende leeromgeving. Als leidraad voor de inrichting hiervan, ontwikkelde Kessels het Corporate Curriculum. Dit leerplan bestaat uit zeven leerfuncties:
- Verwerven van materiedeskundigheid
- Vermogen problemen op te lossen
- Vermogen te reflecteren
- Communicatieve en sociale vaardigheden
- Zelfregulatie van motivatie
- Stabiliteit en rust
- Creatieve onrust

De kwaliteit van deze leerfuncties zal bepalend blijken te zijn voor de kennisproductiviteit van organisaties.
Andere belangrijke vertegenwoordigers van dit gedachtegoed zijn Paul Keursten, Jaap van Lakerveld, Christiaan Stam.

## Publicaties Kennisproductiviteit
- C.Stam (red), Productiviteit van de kenniswerker, Noordwijk: de Baak, 2004
- C.Stam e.a. (red), Kennisproductiviteit, het effect van investeren in mensen kennis en leren, Amsterdam: Pearson Education, 2004
- C.Stam, Knowledge productivity, Designing and testing a method to diagnose knowledge productivity and plan for enhancement, proefschrift, 2007